# Sindaci di Schwerin
Di seguito l'elenco cronologico dei sindaci di Schwerin e delle altre figure apicali equivalenti che si sono succedute nel corso della storia.

## Repubblica di Weimar (1918-1933)
| Otto Weltzien          | 1919           | 30 giugno 1926 |
| Joachim Saschenbrecker | 1º luglio 1926 | 30 aprile 1933 |

## Germania nazista (1933-1945)
| Sindaci (Oberbürgermeister) nominati dal governo (1933-1945) | Sindaci (Oberbürgermeister) nominati dal governo (1933-1945) | Sindaci (Oberbürgermeister) nominati dal governo (1933-1945) | Sindaci (Oberbürgermeister) nominati dal governo (1933-1945) | Sindaci (Oberbürgermeister) nominati dal governo (1933-1945) |
| Nominativo                                                   | Partito                                                      | Partito                                                      | Mandato                                                      | Mandato                                                      |
| Nominativo                                                   | Partito                                                      | Partito                                                      | Inizio                                                       | Fine                                                         |
| ------------------------------------------------------------ | ------------------------------------------------------------ | ------------------------------------------------------------ | ------------------------------------------------------------ | ------------------------------------------------------------ |
| Ernst Wempe                                                  |                                                              | Partito Nazionalsocialista Tedesco dei Lavoratori            | 9 maggio 1933                                                | 27 aprile 1937                                               |
| Wilhelm Timmermann                                           |                                                              | Partito Nazionalsocialista Tedesco dei Lavoratori            | 27 aprile 1937                                               | luglio 1940                                                  |
| Ernst Barten (Commissario)                                   |                                                              | Partito Nazionalsocialista Tedesco dei Lavoratori            | agosto 1940                                                  | 25 maggio 1942                                               |
| Richard Crull                                                |                                                              | Partito Nazionalsocialista Tedesco dei Lavoratori            | 26 maggio 1942                                               | 11 maggio 1945                                               |
| Jürgen Berlin                                                |                                                              | Partito Nazionalsocialista Tedesco dei Lavoratori            | 12 maggio 1945                                               | 24 maggio 1945                                               |

## Zona di occupazione sovietica/Repubblica Democratica Tedesca (1945-1990)
| Sindaci (Oberbürgermeister) (1945-1990) | Sindaci (Oberbürgermeister) (1945-1990) | Sindaci (Oberbürgermeister) (1945-1990)                                    | Sindaci (Oberbürgermeister) (1945-1990) | Sindaci (Oberbürgermeister) (1945-1990) |
| Nominativo                              | Partito                                 | Partito                                                                    | Mandato                                 | Mandato                                 |
| Nominativo                              | Partito                                 | Partito                                                                    | Inizio                                  | Fine                                    |
| --------------------------------------- | --------------------------------------- | -------------------------------------------------------------------------- | --------------------------------------- | --------------------------------------- |
| Heinz Maus                              |                                         | Indipendente                                                               | 24 maggio 1945                          | 6 agosto 1945                           |
| Erich Wiesner                           |                                         | Partito Comunista di Germania                                              | 6 agosto 1945                           | 30 novembre 1945                        |
| Christoph Seitz                         |                                         | Partito Comunista di Germania poi Partito Socialista Unificato di Germania | 1º dicembre 1945                        | 31 dicembre 1949                        |
| Johanna Blecha                          |                                         | Partito Socialista Unificato di Germania                                   | 1º gennaio 1950                         | 24 ottobre 1953                         |
| Gustav Schwantz                         |                                         | Partito Socialista Unificato di Germania                                   | 24 ottobre 1953                         | 28 settembre 1961                       |
| Günther Braun                           |                                         | Partito Socialista Unificato di Germania                                   | 28 settembre 1961                       | 20 marzo 1969                           |
| Franz Schönbeck                         |                                         | Partito Socialista Unificato di Germania                                   | 20 marzo 1969                           | 22 aprile 1971                          |
| Horst Pietsch                           |                                         | Partito Socialista Unificato di Germania                                   | 22 aprile 1971                          | 18 aprile 1977                          |
| Frank Grimm                             |                                         | Partito Socialista Unificato di Germania                                   | 9 settembre 1977                        | 23 maggio 1984                          |
| Helmut Oder                             |                                         | Partito Socialista Unificato di Germania                                   | 23 maggio 1984                          | 25 maggio 1990                          |

## Repubblica Federale di Germania (dal 1990)
| Sindaci (Oberbürgermeister) eletti direttamente dai cittadini (dal 1990) | Sindaci (Oberbürgermeister) eletti direttamente dai cittadini (dal 1990) | Sindaci (Oberbürgermeister) eletti direttamente dai cittadini (dal 1990) | Sindaci (Oberbürgermeister) eletti direttamente dai cittadini (dal 1990) | Sindaci (Oberbürgermeister) eletti direttamente dai cittadini (dal 1990) | Sindaci (Oberbürgermeister) eletti direttamente dai cittadini (dal 1990) | Sindaci (Oberbürgermeister) eletti direttamente dai cittadini (dal 1990) |
| Nominativo                                                               | Partito                                                                  | Partito                                                                  | Mandato                                                                  | Mandato                                                                  | Elezione                                                                 |                                                                          |
| Nominativo                                                               | Partito                                                                  | Partito                                                                  | Inizio                                                                   | Fine                                                                     | Elezione                                                                 |                                                                          |
| ------------------------------------------------------------------------ | ------------------------------------------------------------------------ | ------------------------------------------------------------------------ | ------------------------------------------------------------------------ | ------------------------------------------------------------------------ | ------------------------------------------------------------------------ | ------------------------------------------------------------------------ |
| Johannes Kwaschik                                                        |                                                                          | Partito Socialdemocratico di Germania                                    | 25 maggio 1990                                                           | 2002                                                                     | ?                                                                        |                                                                          |
| Norbert Claussen                                                         |                                                                          | Unione Cristiano-Democratica di Germania                                 | 23 settembre 2002                                                        | 30 aprile 2008                                                           | Elezione 2002                                                            |                                                                          |
| Wolfram Friedersdorff (Facente funzioni)                                 |                                                                          | Die Linke                                                                | 1º maggio 2008                                                           | 31 ottobre 2008                                                          | Elezione 2002                                                            |                                                                          |
| Angelika Gramkow                                                         |                                                                          | Die Linke                                                                | 1º novembre 2008                                                         | 31 ottobre 2016                                                          | Elezione 2008                                                            |                                                                          |
| Rico Badenschier                                                         |                                                                          | Partito Socialdemocratico di Germania                                    | 1º novembre 2016                                                         | in carica                                                                | Elezione 2016                                                            |                                                                          |